# MeSH
MeSH står för Medical Subject Headings (engelska för "medicinska ämnesrubriker") och är en kontrollerad vokabulär inom livsvetenskaperna skapad av Förenta Staternas nationella medicinbibliotek (NLM). Ämnesrubrikerna i MeSH används för att enklare kunna söka på artiklar i Medline hämtade ur PubMed, en  databas över framför allt medicinrelaterade referenser.
MeSH finns även översatt till svenska (Svensk MeSH) och kontrolleras av Karolinska institutet i Solna.
Medicinska artiklar brukar ha 10–15 nyckelord ur MeSH varav några är viktigare och markerade med asterisk. Indexeringen med MeSH-termer underlättar sökning inom specifika områden, samt vid kategoriseringen av artiklarna.
Via "FoU i Sverige" är det möjligt att söka på pågående och även avslutade projektarbeten som är indexerade med MeSH-termer på både engelska och svenska. 